# Roca del Gònec
La Roca del Gònec és una muntanya de 2.382,7 metres que es troba al municipi de Cava, a la comarca de l'Alt Urgell.